# Antonio Fernando Costella
Antonio Fernando Costella (São Paulo, 29 de março de 1943) é um jornalista, professor, escritor, advogado, pintor e gravador brasileiro.

## Biografia
ANTONIO F. COSTELLA, nasceu na cidade de São Paulo em 1943. 
Formando em Direito pela Universidade de São Paulo (USP), advogou durante quinze anos e ocupou, por concurso, o cargo de Procurador da Prefeitura de São Paulo.
Paralelamente, e ao longo de três décadas, foi professor universitário. Lecionou na Escola de Comunicações e Artes e na Faculdade de Direito da Universidade de São Paulo; na Cásper Líbero; e em outras instituições de ensino, inclusive na Europa (Escola Superior de Jornalismo, na cidade do Porto, Portugal). Afastou-se, porém, dessas atividades para devotar-se exclusivamente a duas grandes paixões: os livros e as xilogravuras.
Tem 37 livros publicados, distribuídos em três áreas:
Obras técnicas: sobre História e Direito da Comunicação, bem como História e Técnicas das Artes Plásticas;
Literatura geral: área na qual sua obra de maior divulgação foi o livro de viagem "Patas na Europa", que tem como narrador o seu cão, e mescla fatos reais com história universal e alguma ficção.
Literatura infanto-juvenil: com destaque para o pequeno livro "Ter cão é coisa séria", que ultrapassou a marca dos 100.000 exemplares. 
Como artista plástico, Costella dedicou-se especialmente à gravura impressa com matriz de madeira. Há xilogravuras suas em acervos de muitos museus e instituições no Brasil e no exterior. E também no Museu Casa da Xilogravura, em Campos do Jordão. 

## Obras publicadas

### Literatura Especializada:
- O Controle da Informação no Brasil ( Vozes, 1970)
- Crimes Contra a Honra e os Meios de Comunicação (ECA/USP, 1972)
- Direito da Comunicação (Revista dos Tribunais, 1976)
- Comunicação do Grito ao Satélite (Mantiqueira, 1978; 6ª ed. 2015)
- Introdução à Gravura e História da Xilografia (Mantiqueira, 1984)
- Para Apreciar a Arte (Mantiqueira, 1985; Ed. SENAC, 4ª ed. 2010)
- Xilogravura - Manual Prático (Mantiqueira, 1987, 2ª ed. 2018)
- Da Caverna à Galáxia (em Comunicação em Debate, Moderna, 1997)
- Legislação da Comunicação Social (Mantiqueira, 2002)
- Breve História Ilustrada da Xilogravura (Mantiqueira, 2003; 3ª ed. 2016)
- Xilogravura na Escola do Horto (Mantiqueira, 2005)
- Introdução à Gravura e à Sua História (Mantiqueira, 2006, 2ª ed. 2018)
- A Censura nos Impérios Lusitano e Brasileiro (em "Síndrome da Mordaça", Cátedra UNESCO/Metodista, 2007)
- Gazeta Picante: O Mundo Boêmio da Paulicéia (em os "Bandeirantes da Idade Mídia", Intercom/Angelara, 2007)
- Novas Perspectivas na História das Comunicações (em "Pensamento Comunicacional Uspiano", ECA/USP - Intercom, 2011)
- O Museu e Eu (Mantiqueira, 2012)
- Arte do Lenho, Xilogravuras de Antonio F. Costella (Mantiqueira, 2015)
- Comunicação - Textos Esparsos (Mantiqueira, 2024)

### Literatura Geral
- O Chão e a nuvem (contos) (Mantiqueira, 1976; 2ª ed.1994)
- Xilopoemas (Edição xilográfica do autor, 1982)
- Currículo do Tempo (poesias) (Mantiqueira, 1991)
- Patas na Europa (Mantiqueira, 1993; 2ª ed. 1994)
- Patas 2 - A Viagem Continua (Mantiqueira, 1994)
- Patas 3 - Ossos de Pizza (Mantiqueira, 1995)
- Vida de Cachorro - Biografia não Autorizada (Mantiqueira, 1995)
- Bucéfalo, o Grande (Mantiqueira, 1996)
- Dick, o Herói (Mantiqueira, 1996)
- Cacareco, o Vereador (Mantiqueira, 1996)
- Patas 4 - A Odisseia Final (Mantiqueira, 2000)
- Patas na Europa (de Portugal à Grécia) (Ediouro, 2008 - Mantiqueira, 2021)
- Memórias Ítalo-brasileiras - Da Busca ao Passado (Mantiqueira, 2024)

### Literatura Infanto-Juvenil
- Um nariz muito especial (Moderna, 1996; 5ª ed. 2001)
- Frederica vai à Lua (Mantiqueira, 1996; 2ª ed. 2000)
- A Gata Micholas e a praça (Mantiqueira, 1996; 2ª ed. 2000)
- O Ladrão das Palavras (Mantiqueira, 1996)
- Como cuidar caninamente do seu Cão (Mantiqueira, 1998)
- Ter Cão é Coisa Séria (Mantiqueira, 1998; 5ª ed. 2002)

### Guias
- Campos do Jordão em seu bolso

## Museu Casa da Xilogravura
A Casa da Xilogravura foi fundada em 1987, pelo próprio Costella, e é até hoje dirigida por ele, juntamente com Leda Campestrin Costella, sua mulher. 
O Museu reúne milhares de obras de quase 2.000 artistas do Brasil e do Exterior e permite ao público ver, em trinta salas, a história da xilografia e informar-se também a respeito de outras técnicas de impressão gráfica.
No jardim, um pequeno marco de concreto indica o local onde estão enterrados os despojos de Chiquinho, o cão "narrador", cujos livros ajudaram a tornar lucrativa a Editora Mantiqueira. 
Site do Museu Casa da Xilogravura: www.casadaxilogravura.com.br

## Editora Mantiqueira
Com o intuito de manter o Museu Casa da Xilogravura, em Campos do Jordão, Costella fundou a Editora Mantiqueira, cujos lucros são destinados inteiramente ao Museu. A sede da editora é o próprio museu.
Site da Editora Mantiqueira: https://editoramantiqueira.com.br/